# Shelby Cannon
Shelby Cannon (Hattiesburg, 19 agosto 1966) è un ex tennista statunitense.

## Carriera
Ottenne il suo best ranking in singolare il 6 ottobre 1987 con la 318ª posizione, mentre nel doppio divenne il 10 maggio 1993, il 27º del ranking ATP.
In carriera, in doppio, vinse tre tornei del circuito ATP, su un totale di nove disputate, tra cui, nel 1993, il Torneo Godó, torneo che faceva parte dell'ATP Championship Series. In quell'occasione, in coppia con il connazionale Scott Melville, superò in finale la coppia formata dagli spagnoli Sergio Casal e Emilio Sánchez con il risultato di 6-3, 7-5.
Nel 1989 vinse il torneo di doppio misto dell'Us Open, in coppia con la connazionale Robin White; in finale superarono la coppia formata da Rick Leach e Meredith McGrath con il punteggio di 3-6, 6-2, 7-5.

## Statistiche

### Tornei ATP

#### Doppio

##### Vittorie (3)
| Legenda singolare                                    |
| Grande Slam (0)                                      |
| ATP World Tour Finals (0)                            |
| ATP Super 9 / ATP Masters Series (0)                 |
| ATP Championship Series / ATP International Gold (1) |
| ATP World Series / ATP International Series (2)      |

| N. | Data            | Torneo                   | Superficie  | Compagno         | Avversari in finale           | Punteggio     |
| 1. | 22 ottobre 1990 | ATP San Paolo, San Paolo | Sintetico   | Alfonso Mora     | Mark Koevermans Luiz Mattar   | 6-7, 6-3, 7-6 |
| 2. | 15 giugno 1992  | Genoa ATP, Genova        | Terra rossa | Greg Van Emburgh | Paul Haarhuis Mark Koevermans | 6-1, 6-1      |
| 3. | 5 aprile 1993   | Torneo Godó, Barcellona  | Terra rossa | Scott Melville   | Sergio Casal Emilio Sánchez   | 6-3, 7-5      |

##### Sconfitte in finale (6)
| Legenda singolare                                    |
| Grande Slam (0)                                      |
| ATP World Tour Finals (0)                            |
| ATP Super 9 / ATP Masters Series (0)                 |
| ATP Championship Series / ATP International Gold (0) |
| ATP World Series / ATP International Series (6)      |

| N. | Data            | Torneo                        | Superficie  | Compagno          | Avversari in finale               | Punteggio     |
| 1. | 14 agosto 1989  | Canada Open, Montréal         | Cemento     | Charles Beckman   | Kelly Evernden Todd Witsken       | 6-7, 6-1, 6-7 |
| 2. | 4 febbraio 1991 | Guarujá Open, Guarujá         | Cemento     | Greg Van Emburgh  | Olivier Delaître Rodolphe Gilbert | 2-6, 4-6      |
| 3. | 4 gennaio 1993  | Qatar Open, Doha              | Cemento     | Scott Melville    | Boris Becker Patrik Kühnen        | 2-6, 4-6      |
| 4. | 12 aprile 1993  | ATP Nizza, Nizza              | Terra rossa | Scott Melville    | David Macpherson Laurie Warder    | 4-3, ritiro   |
| 5. | 3 gennaio 1994  | Qatar Open, Doha              | Cemento     | Byron Talbot      | Olivier Delaître Stéphane Simian  | 3-6, 3-6      |
| 6. | 23 ottobre 1995 | Chile Open, Santiago del Cile | Terra rossa | Francisco Montana | Jiří Novák David Rikl             | 4-6, 6-4, 1-6 |

#### Doppio misto

##### Vittorie (1)
| Legenda singolare                                    |
| Grande Slam (1)                                      |
| ATP World Tour Finals (0)                            |
| ATP Super 9 / ATP Masters Series (0)                 |
| ATP Championship Series / ATP International Gold (0) |
| ATP World Series / ATP International Series (0)      |

| N. | Data           | Torneo            | Superficie | Compagno    | Avversari in finale         | Punteggio     |
| 1. | 28 agosto 1989 | US Open, New York | Cemento    | Robin White | Rick Leach Meredith McGrath | 3-6, 6-2, 7-5 |

### Tornei minori

#### Doppio

##### Vittorie (6)
| Legenda tornei minori |
| Challenger (6)        |
| Futures (0)           |

| N. | Data             | Torneo                                                      | Superficie  | Compagno         | Avversari in finale           | Punteggio     |
| 1. | 10 ottobre 1988  | Las Vegas Tennis Open, Las Vegas                            | Cemento (i) | Greg Van Emburgh | Julian Barham Peter Wright    | 6-2, 6-0      |
| 2. | 7 novembre 1988  | Acapulco Challenger, Acapulco                               | Cemento     | Greg Van Emburgh | Luis Herrera Javier Ordaz     | 6-3, 6-4      |
| 3. | 13 novembre 1989 | Rio de Janeiro Challenger, Rio de Janeiro                   | Cemento     | Charles Beckman  | Dácio Campos Luiz Mattar      | 6-3, 6-2      |
| 4. | 1º ottobre 1990  | Manaus Challenger, Manaus                                   | Cemento     | Alfonso Mora     | Ricardo Acioly Mauro Menezes  | 7-6, 6-4      |
| 5. | 30 marzo 1992    | Parioli Challenger, Roma                                    | Terra rossa | Greg Van Emburgh | Luis Lobo Daniel Orsanic      | 7-6, 6-4      |
| 6. | 1º aprile 1996   | West Bloomfield Pro Indoor USTA Challenger, West Bloomfield | Cemento (i) | Rikard Bergh     | David Ekerot Stephen Noteboom | 3-6, 6-1, 6-4 |